# 永松達郎
永松 達郎（ながまつ たつろう、1995年4月23日 - ）は、大阪府出身のサッカー選手。ポジションはMF。

## 来歴
ガンバ大阪のジュニアユース (U-15) 出身。作陽高校から阪南大学を経て、2018年に韓国ナショナルリーグの木浦市庁FCに加入した。なお、2017年にはKリーグチャレンジの水原FCの入団テストを受け、実力は評価されたが、外国人枠の関係で入団には至っていなかった。2010年創設の木浦市庁FCにとって初の外国人選手であり、同時にナショナルリーグ初の日本人選手となった。
同年は26試合5ゴールを記録し、11月27日に開催された2018ナショナルリーグアワードにて、ミッドフィールダーとしてベスト11に選出されたことが発表された。
2020年2月17日にラトビア1部・ヴィルスリーガのRFSに加入したことが発表された。しかし、新型コロナウイルスによるパンデミックの影響で、RFSとの契約は打ち切られ、同年6月4日にフリーで同じヴィルスリーガのBFCダウガフピルスに加入したことが発表された。6月15日に行われた2020年のヴィルスリーガ第1節のFKリエパーヤ戦に先発フル出場した。7月13日に行われたFKヴェンツピルス戦でラトビアでの初得点を記録した。
2022年1月、マルタ・プレミアリーグのグジラ・ユナイテッドFCに移籍。
2024年6月、インドネシア1部・リーガ1のマルト・ユナイテッドFCへ移籍。

## 獲得タイトル

### クラブ
木浦市庁FC
- 2018年 ナショナルリーグ ベストイレブン